# Drinkstone Green
Drinkstone Green es una localidad situada en el condado de Suffolk, en Inglaterra (Reino Unido), con una población estimada a mediados de 2016 de 603 habitantes.
Se encuentra ubicada en la región Este de Inglaterra, al noreste de Londres y cerca de la ciudad de Ipswich (la capital del condado) y de la costa del mar del Norte.